# Michael Johnson (giocatore di football americano)
Michael D. Johnson (Selma, 7 febbraio 1987) è un giocatore di football americano statunitense che gioca nel ruolo di defensive end per i Cincinnati Bengals della National Football League (NFL). Fu scelto nel corso del terzo giro (70º assoluto) del Draft NFL 2009 dai Bengals. Al college ha giocato a football al Georgia Institute of Technology.

## Carriera

### Cincinnati Bengals
Malgrado fosse pronosticato come una scelta del terzo giro nel Draft 2009, Johnson scivolò fino al terzo dove fu selezionato dai Cincinnati Bengals. Nella sua stagione da rookie disputò tutte le 16 partite, nessuna delle quali come titolare, con 3 sack. Si impose stabilmente come titolare nel 2012 quando mise a segno un primato in carriera di 11,5 sack. A fine anno i Bengals applicarono su di lui la franchise tag ma nel 2013 fece registrare soli 3,5 sack.

### Tampa Bay Buccaneers
L'11 marzo 2014, Johnson firmò con i Tampa Bay Buccaneers un contratto quinquennale del valore di 43,75 milioni di dollari. I primi due sack con la nuova maglia li mise a segno nella vittoria della settimana 4 contro i Pittsburgh Steelers.
L'11 marzo 2015, Johnson fu svincolato dai Buccaners.

### Cincinnati Bengals
Il 15 marzo 2015, Johnson fece ritorno ai Bengals, siglando un contratto quadriennale del valore di 20 milioni di dollari.

## Statistiche
| Partite totali      | 93   |
| Partite da titolare | 58   |
| Tackle              | 229  |
| Sack                | 30,5 |
| Intercetti          | 3    |
| Fumble forzati      | 5    |

Statistiche aggiornate alla stagione 2014